# Alfred Fich
Alfred Harald Emil Fich (født 24. januar 1827 på Langeland, død 31. januar 1893 i Stockholm) var en dansk-svensk journalist.
Fich var chefredaktør på det københavnske dagblad Dansk Rigstidende indtil konkursen i 1867. Derefter stiftede han, i samarbejde med Wolffs Bureau (Deutsche Presse-Agentur DPA), både Svenska Telegrambyrån og Norsk Telegrambyrå (NTB). Sidenhen fusionerede Svenska Telegrambyrån med det pressestyrede Svenska Pressbyrån til Tidningarnas Telegrambyrå (TT) i 1892.